# 滑鐵盧 (倫敦)
滑鐵盧（Waterloo，/ˌwɔːtərˈluː/）是中倫敦蘭貝斯區的一個地區，位於泰晤士河南岸、查令十字東部1英里（1.6）處。它是倫敦的主要商業區之一，倫敦眼和南岸中心均位於此地。它對岸就是河岸街，通過滑鐵盧橋與之相連。